# Grammatologie
Grammatologie (γράμμα gramma, deutsch ‚Buchstabe‘ + λόγος logos, deutsch ‚Lehre‘) ist die Wissenschaft von der Schrift. Die Grammatologie schließt je nach Auslegung Teildisziplinen unterschiedlicher Wissenschaften ein: Schriftlinguistik, Paläografie und Epigraphik sowie Typografie und Kalligrafie.

## Linguistik (Gelb)
Der Begriff wurde nicht, wie immer wieder behauptet, vom Orientalisten Ignace Gelb eingeführt, der ihn ohnehin nur in der ersten Auflage seines Standardwerks über die Schrift A Study of Writing aus dem Jahr 1952 im Untertitel „The Foundations of Grammatology“ nutzte. 1792 gibt der Orientalist und Sprachphilosoph Johann Gottfried Hasse, Tischgenosse Kants und dessen Nachfolger im Senat der Universität Königsberg, den Versuch einer griechischen und lateinischen Grammatologie für den akademischen Unterricht und obere Classen der Schulen heraus. 1847 folgt Karl Ernst Prüfers Kritik der hebräischen Grammatologie und 1863 Joseph F. P. Massé Grammatologie Française. Derrida schreibt in der Grammatologie 1967 unmissverständlich: „Unseres Wissens ist dieses Wort in den letzten Jahren nur von I. J. Gelb zur Bezeichnung des Entwurfs einer modernen Wissenschaft verwendet worden.“ Der Koreanist André Eckardt benutzt „Grammatologie“ schon 1965 in seiner Philosophie der Schrift.

## Philosophie (Derrida)
Der Philosoph Jacques Derrida übernahm den Ausdruck Grammatologie in seinem gleichnamigen Hauptwerk aus dem Jahre 1967 und machte ihn allgemeiner bekannt. Darin vertritt er die These, dass im abendländischen Denken die Schrift unberechtigterweise zu einer bloßen Hilfsform der gesprochenen Sprache degradiert wird. Derrida zielt darauf, die Schrift und die Wissenschaft von der Schrift wieder aufzuwerten, wobei Grammatologie für Derrida den Gegensatz Sprachwissenschaft/Schriftwissenschaft bzw. Linguistik/Semiologie durchkreuzt und keinem von beiden zugehört, sondern allgemeiner als diese ist. Wo Saussure noch massivste Probleme hatte die Sprachwissenschaft von der Schriftwissenschaft und beide von zahlreichen anderen Wissenschaften abzugrenzen, markiert Derrida mit der Grammatologie eine Wissenschaft, die die schon beim Sprachwissenschaftler Saussure vorkommende Verzweiflung aufnimmt und gegen sich selbst ausspielt:

„Wir sehen: Von welcher Seite wir die Frage auch angehen, nirgends bietet sich uns der Gegenstand der Sprachwissenschaft als geschlossenes Ganzes dar; überall stoßen wir auf das gleiche Dilemma: entweder wir klammern uns an eine Seite des jeweiligen Problems [...]; oder wir untersuchen die Sprache [langage] von mehreren Seiten gleichzeitig – dann erscheint uns der Gegenstand der Sprachwissenschaft als ein wirres Gemengsel aus heterogenen Dingen ohne jeden Zusammenhang. Wenn man so verfährt, öffnet man verschiedenen anderen Wissenschaften Tür und Tor – Psychologie, Anthropologie, normativer Grammatik, Philologie etc. –, die wir scharf von der Sprachwissenschaft abgrenzen wollen, die aber, freilich nur dank einer unkorrekten Methode, die Sprache [langage] als in ihre Zuständigkeit fallend reklamieren könnten. [...]  Die Sprache [langage], als Ganzes genommen, ist vielförmig und heterogen, lappt in mehrere Bereiche, vereint Physikalisches, Psychisches und Physiologisches; und dann gehört sie auch noch gleichermaßen zum Bereich des Individuellen und zum Bereich des Sozialen. Sie lässt sich keiner Kategorie menschlicher Verhältnisse zuordnen, weil man nicht weiß, wie man ihre Einheit erkennen soll.“

Tatsächlich ist für Derrida die Grammatologie in ihrem Gegenstand dieses von Saussure noch verhinderte wirre Gemengsel aus heterogenen Dingen ohne jeden übergeordneten Zusammenhang einer Sprache als System (langue) aller Systeme (langage). Sie umfasst schlichtweg den gesamten Bereich der Erfahrung als differenzierte und differenzierende Differenzierung (differance), die sogar noch nicht einmal auf das Menschliche beschränkt bleibt und die Schriftwissenschaften im Verständnis von Gelb, Hasse und Co. maßlos überschreitet. Anders gesagt, beschäftigt sich Grammatologie im Sinne Derridas mit dem Weltgeschehen des Raumzeitlichen selbst.
Sozusagen als neue "Grundelemente" der Grammatologie, aus denen sich diese zusammensetzt, gewinnt Derrida:
1. das Gramma als "kleinste Einheit" (wobei es in der Grammatologie keine solche mehr gibt), welches weder ein Bedeutendes (Signifikant) noch ein Bedeutetes (Signifikat) ist
2. die Marke als Nicht-Einheit eines Nicht-Mehr-Zeichens und seines Nicht-Mehr-Referenten, das sich aus einem Gramma als "Ex-Signifikant" und einem anderen Gramma als "Ex-Signifikat" zusammensetzt und so die an der phone orientierte, saussuresche Vorstellung von der Einheit der beiden Seiten des Zeichens wie bei einem Blatt Papier ablöst
3. die Schrift als eine nicht-geschlossene Ordnung von Differenzen aus Grammata bzw. Marken, die Saussures Unterscheidung zwischen Sprachwissenschaft (langue) als geschlossenes, absolut abgrenzbares System von Zeichen und Schriftwissenschaft (langage) als dessen Teil-Ausdrücke oder Erscheinungen dieses Systems von Zeichen ablöst
4. den Text als dem Effekt bzw. Ergebnis der mit aus Grammata bzw. Marken komponierten Schriften, die durch die differenziert-differenzierten Elemente aus Grammata und Marken komponierten Ausstrahlungen oder Ablagerungen in der Welt hervorgeht (Derrida stellt sich daher in Anschluss an Freud auch den Schauplatz, also den Ort der Schrift als ähnlich einem Wunderblock vor)
5. die "Ur-Schrift", die als eine andere Bezeichnung (für die differance) vor jeder Schriftwissenschaft im engeren Sinne die Verallgemeinerung und antimetaphysische Radikalisierung dieser anzeigt und die Sprachwissenschaft als privilegiertes System von Unterschieden ablöst

Zusammenfassend lässt sich daher grammatologisch sagen, dass Texte durch Schriften geschrieben werden, die sich aus Marken zusammensetzen, deren immer nur vermeintlich kleinstes Glied das Gramma ausmacht während bei Saussure paradoxerweise die Hierarchie vom Kleinsten zum Größten noch anhand der Reihenfolge Signifikant/Signifikat < Zeichen < Sprache (langage als Teilsystem) < Syntagma < Sprache (langue als Allsystem) verläuft. Ein Gramma kann dabei auditiv, visuell, haptisch, gustatorisch, olfaktorisch, vestibulär oder sonst wie sein. Des Weiteren kann eine Schrift verschiedenste haptische, visuelle etc. Elemente enthalten und kombinieren, womit es für Derrida z. B. auch verschiedenste tänzerische ("Schrittschrift", "Bewegungsschrift"), politische ("Machtschrift"), biologische ("Genschrift"), physikalische ("Atomschrift", "Quantenschrift") oder maschinelle ("Bitschrift", "Htmlschrift") Schriften und Texte gibt, deren Voraussetzung eine nicht-geschlossene Ordnung von aufeinander verweisenden Unterschieden ist. So steht der Name "Grammatologie" für eine in diesem neuen Horizont der Ur-Schrift stattfindende Praxis. Weil Derrida aber selbst diese Hierarchisierung der Größenverhältnisse (vom Gramma zur Ur-Schrift) noch in Frage stellt, und die Ur-Schrift selbst wieder nur Teil eines Grammas sein kann, geht Derrida tendenziell dazu über, vor allem von Differenzen zu sprechen, da alle grammatologischen Termini in sich wie zu anderen nur Differenzen (differance) sind. Schließlich gibt es mit dem Zusammenbruch eines jeden übergeordneten Systems (der Sprachwissenschaft) auch einen Zusammenbruch eines jeden untergeordneten Systems (der Schriftwissenschaft).
All dies dient Derrida der Ideologiekritik: die bloße Hilfsfunktion der Schrift beruhe auf einem Logozentrismus und auf einem mit diesem verbundenen Phonozentrismus. Diesem sei die Dekonstruktion entgegenzusetzen, deren durch und über alle klassischen wissenschaftlichen Disziplinen ausuferndes Spielfeld die Grammatologie bildet, ohne jedoch selbst noch – im strengen Sinne – eine "Wissenschaft" im Dienste einer unendlichen, absoluten und überhistorischen Wahrheit zu sein. Deshalb beschäftigt sich Derridas Werk infolge der Schaffung der Grammatologie auch mit verschiedensten Themen, die – klassisch gesagt – von Kunsttheorie und Wirtschaftstheorie über Epistemologie und politischer Theorie bis hin zu biologischen und physikalischen Fragestellungen reichen.
Als wirklich revolutionär an Derridas Verallgemeinerung der Schrift zur Grammatologie hebt er zudem hervor:
1. eine gewisse Überwindung eines jeden – wie auch immer konstruierten – sprachwissenschaftlichen Ethnozentrismus, da im Horizont der derridistischen Grammatologie keine schriftlosen und damit oft in kolonialen, rassistischen, speziesistischen und eben ethnozentristischen Erzählungen als "rückständig", "unterentwickelt" oder "kulturlos" verachteten Gesellschaften mehr existieren bzw. sich die Behauptung solcher als vollkommen unhaltbar erweist
2. die radikale Absage an jedes reduktionistische Verständnis von Schreiben und Lesen, da Derrida sowohl die in der abendländischen Tradition vorherrschenden Schreibwerkzeuge (besonders: Hand, Atem/Stimme, Geste) als auch deren Lesewerkzeuge (besonders: Ohr, Auge, Berührung/Haut) zurückweist und durch ein zusammen mit der Schrift verallgemeinertes Verständnis von Einschreibung und Lektüre ersetzt, dem in gewisser Weise keine Grenzen mehr gesetzt sind (ein populäres Beispiel dafür findet sich im Leben der taubblinden Helen Keller, deren Raum- und Zeitverständnis durch ihren doppelten Ausschluss vom Sehen und vom Hören unter anderem sehr stark durch Geruchsunterschiede geprägt war, was im Gegensatz zu fast allen sprachwissenschaftlichen Ansätzen nur im Horizont der Grammatologie eine problemlose, da nicht-ableistische Alltäglichkeit darstellt)
3. die Aufgabe eines jeden Linearismus (also eines gerichteten Nacheinanders) des Schreibens und Lesens zugunsten einer mehrdimensionalen Organisiertheit und Gleichzeitigkeit aller Schriften und Texte

Insgesamt hat die Grammatologie Derridas mit ihrer bis heute anhaltenden Rezeption in den und Einschließung in die Literaturwissenschaften eine in ihren Konsequenzen kaum erreichte Angemessenheit erfahren, weil die gerade von Derrida ausgemachte Herrschaft der ungleichen Trennung von Signifikant und Signifikat im Sinne Saussures noch stark nachwirkt.

## Gramma und Letter
Von wissenschaftshistorisch besonderer Bedeutung ist die direkt wie indirekt geführte Auseinandersetzung zwischen Derridas Gramma und Jacques Lacans Letter, die beide auf den Buchstaben Bezug nehmen und von ihm ausgehen. Während Derrida das Gramma als quasi unendlich teilbar versteht und konzipiert, was er unter anderem anhand des Wortes differ_nce mit a bzw. e veranschaulicht (der Unterschied ist innerhalb der Grenzen der Sprachwissenschaft nicht hörbar und kann damit niemals eindeutig definiert werden), versteht Lacan den Buchstaben ausdrücklich als unteilbar und damit auch final definierbar. Dieser Streit ging so weit, dass Derrida auf Lacans Behauptung, dass beim Zerreißen eines Briefes (der Letter) die für ihn ursprüngliche Unteilbarkeit der Letter (also des Buchstabens des Briefes) unberührt bliebe, als Antwort gleich zwei Publikationen in Form von Postkarten-Sendungen verfasste, um in einer Geste der maximalen Herausforderung der lacanschen Metaphysik in Form der Letter (als System aller Systeme oder Code aller Codes, weil der Letter für Lacan gleichzeitig eine Einheit aus dem Teilsystem einer langage und einem Allsystem einer langue verkörpert) eine unaufhörliche Textmaschine gegen eine Letztdeutung, eine Letztbedeutung, eine finale Lektüre usw. zu bauen. So lautet die Wette von Derridas Postkarten-Sendungen, dass diese in jedweder Hinsicht jeder abschließenden Herangehensweise widerstehen, weil sie zwar zu sinnvoll sind um als reiner Unsinn zu gelten, aber auch sowohl Sender, Empfänger, Nachrichteninhalt als auch die Umstände einer möglichen Interpretation quasi auf immer unklar und offen für andere Anschlüsse und Interpretationen bleiben. Überdies bekämpft Derrida dadurch auch einen an Lacans Letter hängenden Graphozentrismus, der wiederum die graphe in Form der Letter als letzte Instanz der Wahrheit installieren möchte. Würde Lacan also recht behalten, müssten Derridas Postkarten-Sendungen abschließend interpretierbar sein. Anhand des heutigen Forschungsstandes und der Ratlosigkeit der meisten Wissenschaftler ob der beiden Postkarten-Publikationen Derridas, darf Derrida, zumindest bislang, als tendenzieller Sieger dieser furiosen Auseinandersetzung gelten. Darüber hinaus berührt der Disput um den Buchstaben auch tiefgreifende mengentheoretische Fragen, und zwar zuvorderst jene nach dem Unterschied zwischen einer Menge und einer Teilmenge sowie deren Verhältnis zueinander.
Besonders gut erklärt sich das Problem der Diskussion zwischen Gramma und Letter auch anhand solcher Sachverhalte wie dem Stein von Rosetta oder dem Voynich-Manuskript: Während Lacans Letter darauf abhebt, dass es ein System oder einen Code von wohlunterschiedenen Elementen (den Buchstaben) gibt, der eine Entschlüsselung dieser Phänomene möglich macht, zielt Derridas Gramma darauf, dass es trotz möglicher Entschlüsselungseffekte wie einem besseren Verständnis von Sachverhalten unmöglich bleibt, einen Text wie den Stein von Rosetta oder das Voynich-Manuskript abzuschließen und damit eine übergeschichtliche und ein für alle Male unerschütterliche Wahrheit feststellen zu können.